# لری ریپنکروگر
لری ریپنکروگر (به انگلیسی: Larry Rippenkroeger) یک هنرپیشه و بدلکار اهل ایالات متحده آمریکا است. او قهرمان سابق جت اسکی می‌باشد.
او در سال ۲۰۰۷ و در جریان فیلم‌برداری فیلم جان‌سخت ۴ از ارتفاع سقوط کرد و به شدت آسیب دید.